# Jakob Klaesi
Jakob Klaesi (* 29. Mai 1883 in Luchsingen; † 17. August 1980 in Knonau) war ein Schweizer Psychiater, der für die Einführung der Schlafkur bekannt ist.

## Biografie
Von 1903 bis 1909 studierte Klaesi Medizin in Zürich, Kiel und München. 1912 wurde er in Zürich promoviert. Danach war Klaesi Assistenzarzt und später Oberarzt bei Eugen Bleuler an der Psychiatrischen Universitätsklinik Burghölzli in Zürich, wo er 1921 habilitiert wurde. Von 1923 bis 1926 war er Leiter neu eröffneten Psychiatrischen Universitätspoliklinik und Oberarzt der Psychiatrischen Universitätsklinik Friedmatt in Basel. Anschliessend gründete und leitete er die Privatklinik Schloss Knonau im Kanton Zürich. 1933 wurde er Direktor der Psychiatrischen Universitätsklinik Waldau in Bern. Ab 1933 war er ausserordentlicher und von 1936 bis 1953 Professor für Psychiatrie an der Universität Bern. 1934 gründete er die Psychiatrische Poliklinik Bern.
Im Oktober 1935 wandte sich der Münchner Psychiater und Erbforscher Hans Luxenburger mit der Bitte an Klaesi, dem „fleißigen und begabten Erbforscher“ Franz Josef Kallmann, der in Deutschland mit antisemitischer Begründung entlassen worden war, eine Stelle in der Schweiz zu vermitteln. Klaesi antwortete: „…Ich bin mit dem Geist der Nürnberger Gesetze sehr einverstanden und wollte gerne, sie würden bei uns auch mehr beachtet.“ Kallmann fand in der Schweiz keine Anstellung. Auch aus Belgien, den Niederlanden, Dänemark, der Türkei und Großbritannien erhielt er nur Absagen.
1938 gab der Berner Privatdozent Stavros Zurukzoglu einen Sammelband heraus, in dem der Schweizer Standpunkt zu psychiatrisch begründeten Zwangssterilisationen dargelegt wurde. Ernst Rüdin, der Münchner Kommentator des deutschen Zwangssterilisationsgesetzes erkundigte sich daraufhin bei Jakob Klaesi, ob Stavros Zurukzoglu jüdischer Abstammung sei. Rüdin bekam zur Antwort, Zurukzoglu selbst sei kein Jude, er pflege aber Kontakt zu jüdischen Wissenschaftlern (Ludwig Binswanger und Hans Wolfgang Maier). Daraufhin lehnte Rüdin eine Zusammenarbeit mit Zurukzoglu ab.
Die Verleihung der Ehrendoktorwürde der Universität Frankfurt am Main an Klaesi unterstützte Ernst Rüdin nicht nur wegen dessen wissenschaftlicher Leistungen, sondern auch mit der Begründung, Klaesi zeige stets eine aufrichtige Verehrung für Deutschland.
Im Jahr 1943 wurde Klaesi zum Mitglied der Leopoldina gewählt. Im Studienjahr 1950/51 war er Rektor der Universität Bern.
Klaesi stand somatischen Behandlungsmethoden skeptisch gegenüber, obwohl er um 1921 die psychiatrische Schlafkur mit dem Medikament Somnifen entwickelte. Er war vor allem Psychotherapeut und interessiert an der Psychodynamik seiner Patienten. Aufgrund seiner Erfahrungen begann er, eine phänomenologische Ausdrucksanalyse zu entwickeln.
Klaesi war Herausgeber der Zeitschrift Psychiatria et Neurologia.
Klaesi verfasste zudem Gedichte und Dramen.

## Publikationen (Auswahl)
Psychiatrische Schriften
- Über das psychogalvanische Phänomen. In: Journal für Psychologie und Neurologie. Bd. 19 (1912), S. 141–159 (Dissertation, Universität Zürich, 1912).
- Über die Bedeutung und Entstehung der Stereotypien. Karger, Berlin 1921 (Habilitationsschrift, Universität Zürich, 1921).
- Vom seelischen Kranksein: Vorbeugen und Heilen. Haupt, Bern 1937.
- Der unheilbare Kranke und seine Behandlung: Rektoratsrede. Haupt, Bern 1950.

Belletristische Werke
- Christus: Dramatische Messe. Haupt, Bern 1945.
- Huldigung: Ausgewählte Sonette. Speer, Zürich 1947.
- Gott und sein Zweifler: Dramatische Messe in einem Aufzug. Thomas-Verlag, Zürich 1964.
- Tragödie der Sendung Holofernes und Judith in vier Akten und einem Aufzug. Classen, Zürich 1969.

autobiografisch
- Jakob Klaesi, in: Ludwig J. Pongratz: Psychiatrie in Selbstdarstellungen. Bern : Huber, 1977, ISBN 3-456-80307-9, S. 165–193